# 倍速鏈條
倍速鏈條或稱倍速鏈(英文:Double Plus conveyor chain)主要應用於生產線上，為輸送鏈條的種類之一，其原理是以大徑的滾子，結合小徑的鏈片，產生內外徑速差，使其比一般鏈條的傳動速率條快2倍以上。